# Stefan Pettersson
Stefan Bengt Pettersson (Västerås, 22 maart 1963) is een Zweeds voormalig voetballer.
Stefan Pettersson begon zijn sportieve carrière op het hoogste niveau in Zweden bij Norrköping. In 1984 stapte hij over naar Göteborg waarmee hij in die periode twee keer landskampioen werd en de UEFA Cup won. Verschillende clubs waren geïnteresseerd in de aanvaller. Hij verkoos uiteindelijk een overstap naar Ajax boven Panathinaikos. Op 21 augustus 1988 maakte hij zijn debuut voor de Amsterdamse club tegen Fortuna Sittard. Hij scoorde niet in zijn eerste wedstrijd, maar werd uiteindelijk wel clubtopscorer van het seizoen met zestien treffers. Exact evenveel als Dennis Bergkamp, maar de Zweed had er vijf wedstrijden minder voor nodig. In 197 wedstrijden scoorde Stefan Pettersson precies honderd doelpunten.
Een diepe spits is Pettersson echter nooit geweest. De bal kaatsen was zijn sterkste punt en hierdoor liet hij medespelers beter spelen en scoren. Door zijn vaardigheden met de bal en door zijn sympathieke uitstraling en persoonlijkheid groeide Pettersson uit tot een buitengewoon populaire speler. Zijn afscheid van de club in 1994 was een ontroerend moment, en door voorzitter Michael van Praag werd hij officieus een moderne "Mister Ajax" genoemd, een titel die daarvoor alleen voor de beroemde Sjaak Swart gereserveerd was. Pettersson wist in zijn Ajax-periode eenmaal de KNVB beker, tweemaal de Eredivisie en eenmaal de UEFA Cup te winnen. De winst van de UEFA Cup was voor Pettersson de tweede keer, nadat hij deze beker eerder al won met Göteborg.
Overladen met geschenken en twee Amsterdammertjes keerde hij terug naar zijn oude club IFK Göteborg. Hier werd hij wederom driemaal landskampioen. Tijdens zijn hele carrière heeft Pettersson veel blessureleed gekend. Vooral door een chronische knieblessure werd hij in 1999 gedwongen zijn sportieve loopbaan te beëindigen.

## Erelijst
| Competitie   |        |                                             |      |      |
| Competitie   | Aantal | Jaren                                       |      |      |
| Ajax         | Ajax   | Ajax                                        | Ajax | Ajax |
| ------------ | ------ | ------------------------------------------- | ---- | ---- |
| Continentaal |        |                                             |      |      |
| UEFA Cup     | 1x     | 1991/92                                     |      |      |
| Nationaal    |        |                                             |      |      |
| Eredivisie   | 2x     | 1989/90, 1993/94                            |      |      |
| KNVB beker   | 1x     | 1992/93                                     |      |      |
| Göteborg     |        |                                             |      |      |
| Continentaal |        |                                             |      |      |
| UEFA Cup     | 1x     | 1986/87                                     |      |      |
| Nationaal    |        |                                             |      |      |
| Allsvenskan  | 5x     | 1983/84, 1986/87, 1993/94, 1994/95, 1995/96 |      |      |

## Clubstatistieken
| seizoen | club           | land               | competitie  | duels | goals | beker | goals | europees | goals |  |
| ------- | -------------- | ------------------ | ----------- | ----- | ----- | ----- | ----- | -------- | ----- |  |
| 1984    | IFK Norrköping | Vlag van Zweden    | Allsvenskan | ..    | ..    |       |       |          |       |  |
| 1985    | IFK Norrköping | Vlag van Zweden    | Allsvenskan | ..    | ..    |       |       |          |       |  |
| 1984    | IFK Göteborg   | Vlag van Zweden    | Allsvenskan | 9     | 0     |       |       |          |       |  |
| 1985    | IFK Göteborg   | Vlag van Zweden    | Allsvenskan | ..    | 5     | -     | -     | 4        | 0     |  |
| 1986    | IFK Göteborg   | Vlag van Zweden    | Allsvenskan | ..    | ..    |       |       |          |       |  |
| 1987    | IFK Göteborg   | Vlag van Zweden    | Allsvenskan | ..    | ..    | -     | -     | 6        | 1     |  |
| 1988    | IFK Göteborg   | Vlag van Zweden    | Allsvenskan | ..    | ..    |       |       |          |       |  |
| 1988/89 | AFC Ajax       | Vlag van Nederland | Eredivisie  | 34    | 16    | 4     | 1     | 2        | 2     |  |
| 1989/90 | AFC Ajax       | Vlag van Nederland | Eredivisie  | 11    | 3     | 2     | 0     | 0        | 0     |  |
| 1990/91 | AFC Ajax       | Vlag van Nederland | Eredivisie  | 19    | 13    | 3     | 3     | 0        | 0     |  |
| 1991/92 | AFC Ajax       | Vlag van Nederland | Eredivisie  | 30    | 15    | 3     | 2     | 12       | 4     |  |
| 1992/93 | AFC Ajax       | Vlag van Nederland | Eredivisie  | 27    | 19    | 3     | 2     | 7        | 4     |  |
| 1993/94 | AFC Ajax       | Vlag van Nederland | Eredivisie  | 30    | 11    | 3     | 4     | 6        | 2     |  |
| 1994    | IFK Göteborg   | Vlag van Zweden    | Allsvenskan | ..    | ..    |       |       |          |       |  |
| 1995    | IFK Göteborg   | Vlag van Zweden    | Allsvenskan | ..    | ..    |       |       |          |       |  |
| 1996    | IFK Göteborg   | Vlag van Zweden    | Allsvenskan | 15    | 6     | -     | -     | 7        | 1     |  |
| 1997    | IFK Göteborg   | Vlag van Zweden    | Allsvenskan | 19    | 10    | -     | -     | 5        | 0     |  |
| 1998    | IFK Göteborg   | Vlag van Zweden    | Allsvenskan | 12    | 3     | -     | -     | 5        | 1     |  |